# Marsha de Cordova
Marsha Chantol de Cordova, född 23 januari 1976 i Bristol i England, är en brittisk politiker (Labour). Hon är ledamot av underhuset för Battersea sedan 2017.